# Bremetenaco
Bremetenaco (em latim: Bremetennacum) ou Bremetenaco dos Veteranos (em latim: Bremetennacum Veteranorum) era um forte romano no local da atual vila de Ribchester, condado de Lancashire, Inglaterra. O local é um Monumento marcado, ou seja, um local arqueológico de importância nacional, com proteção contra alterações não autorizadas.
A fortaleza protegia um ponto de passagem do rio Ribble. A primeira atividade romana conhecida foi a construção de um forte de madeira, que se acredita ter sido erguido durante as campanhas de Quinto Petílio Cerial, por volta de 72/73 d.C. Este foi substituído por um forte de pedra no século II. Durante a maior parte de sua existência, o local foi guarnecido por auxiliares sármatas, primeiro estacionados na Grã-Bretanha por Marco Aurélio em 175. Antes disso, foi sugerido que havia sido guardado pela II Ala dos Asturos, da Hispânia, mas há alguma incerteza sobre isso. Evidências de cerâmica indicam que o forte foi ocupado durante a maior parte do século IV até o final do período romano.

## História
O primeiro forte foi construído em madeira em 72/73 d.C. pela 20ª legião. Foi renovado no final do século I e reconstruído em pedra no início do século II. Durante sua existência, uma vila cresceu em torno da fortaleza. Um forte permaneceu em Ribchester até o século IV, sendo que seus restos ainda podem ser vistos ao redor da vila atual.

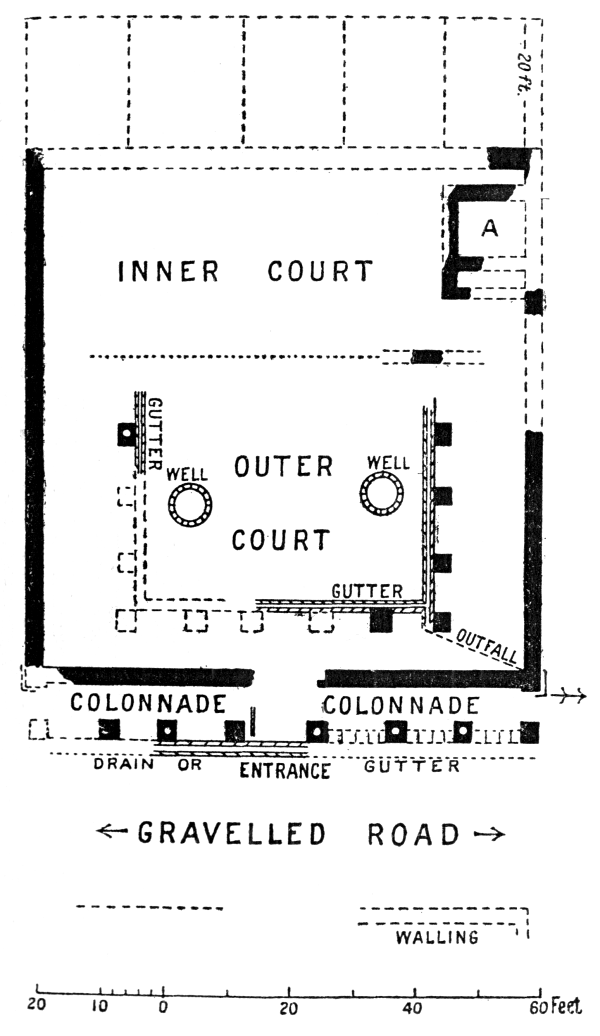
Planta do praetorium no Bremetennacum

Um relatório sobre os vestígios romanos em Ribchester foi publicado pelo historiador e arqueólogo inglês Francis J. Haverfield em Roman Britain in 1914: 
```
   "Na 
primavera
 de 
1913
, um pequeno 
prédio
 
escolar
 foi 
demolido
 em Ribchester, e a 
Manchester Classical Association
 foi capaz de retomar seu exame do 
Principia (
praetorium
)
 do 
forte romano
, acima de uma parte da qual esse edifício havia se erguido. O trabalho foi realizado pelo Prof. 
W. B. Anderson
, da 
Universidade de Manchester
, e pelo Sr. D. Atkinson, 
pesquisador
 
bolsista
 do 
Reading College
, e, embora limitado em extensão, teve muito sucesso. 
   "A primeira descoberta do 
Principia
 deve-se à Srta. Greenall que, por volta de 
1905
, estava construindo uma casa próxima ao colégio e cuidou para que certos vestígios encontrados por seus construtores fossem devidamente anotados: 
escavações
 em 
1906
-
07
, porém, deixaram o tamanho e a extensão destes permanecer um tanto incerta, e resultou no que agora sabemos ser um plano incorreto. O trabalho realizado na última primavera (
1913
) deixa claro 
(veja a ilustração)
 que o Principia ficava de frente - de maneira normal - a 
rua
 principal do forte (
cascalho
 assentado sobre 
paralelepípedos
), correndo do 
norte
 ao portão 
sul
. Mas, anormalmente, a 
fachada
 era formada por uma 
varanda
 ou 
colunata
: o único paralelo que posso citar é de 
Caersws
, onde as escavações, em 
1909
, revelaram uma varanda semelhante em frente ao Principia. Ao lado da varanda ficava o usual 
Pátio
 Externo com uma colunata ao redor e dois 
poços
 (um é a provisão usual): a colunata parecia ter sido reconstruída duas vezes. Além disso, há vestígios mais tênues do 
átrio
 interno que, no entanto, fica principalmente sob um 
cemitério
: a única característica bastante clara é uma 
sala
 (
A
 na 
planta
) que parece ter ficado do lado direito do átrio interno, como em 
Cilurnum
 e 
Ambleside
. Atrás disso, provavelmente, ficavam as cinco salas de 
escritório
 habituais. Se transportarmos os Principia cerca de vinte 
pés
 mais para trás, o que seria uma concessão total para esses quartos com suas paredes, o final de toda a estrutura se alinhará com as extremidades dos 
celeiros
 encontrados há alguns anos. Isso, ou algo muito parecido, é o que devemos naturalmente esperar. Obtemos, então, uma estrutura medindo 81 x 112 pés (34 m), a última dimensão incluindo uma varanda com 8 pés (2,4 m) de 
largura
. Novamente, este parece um resultado razoável. Ribchester era um grande forte, com cerca de 6 
acres
 (24.000 m
2
), guarnecido pela 
cavalaria
; em um forte semelhante em Cilurnum, na 
Muralha de Adriano
, o Principia media 85 × 125 pés (38 m): no 'Acampamento Norte' em 
Camelon
, outro forte do mesmo tamanho (quase 6 acres), eles mediam 92 × 120 pés (37 m)." 
```

O artefato mais famoso descoberto em Ribchester, e datando do período romano, é um elaborado capacete de cavalaria. Batizada como Capacete de Ribchester (em inglês, "Ribchester Helmet"), a peça foi encontrada no verão de 1796 pelo filho de Joseph Walton, um fabricante de tamancos. O menino encontrou os itens enterrados em uma cavidade, cerca de 3 metros abaixo da superfície, em algum terreno baldio ao lado de uma estrada que leva à Igreja de São Vilfredo e perto do leito de um rio. Além do capacete, o tesouro incluía uma série de pateras, pedaços de um vaso, um busto de Minerva, fragmentos de duas bacias, várias placas e alguns outros itens que acredita-se terem fins religiosos. Os estudiosos creem que as descobertas tenham sobrevivido muito bem porque estavam cobertas de areia.

## Cultura

### Alimentação
Evidências da dieta adotada foram recuperadas durante as escavações no vicus. Os peixes incluem peixe-rei, salmão, enguia, salmonete e solha. Ossos de animais consistiam em bovinos, ovinos/caprinos e suínos. Vários condimentos foram encontrados, incluindo coentro e endro.

### Religião
Vários altares foram descobertos no Bremetennacum, incluindo alguns dedicados às Matres e Mogons.

### Morte e sepultamento
Várias inscrições funerárias foram recuperadas, incluindo uma dedicada a um decurião.

## Redescoberta da Ribchester Romana

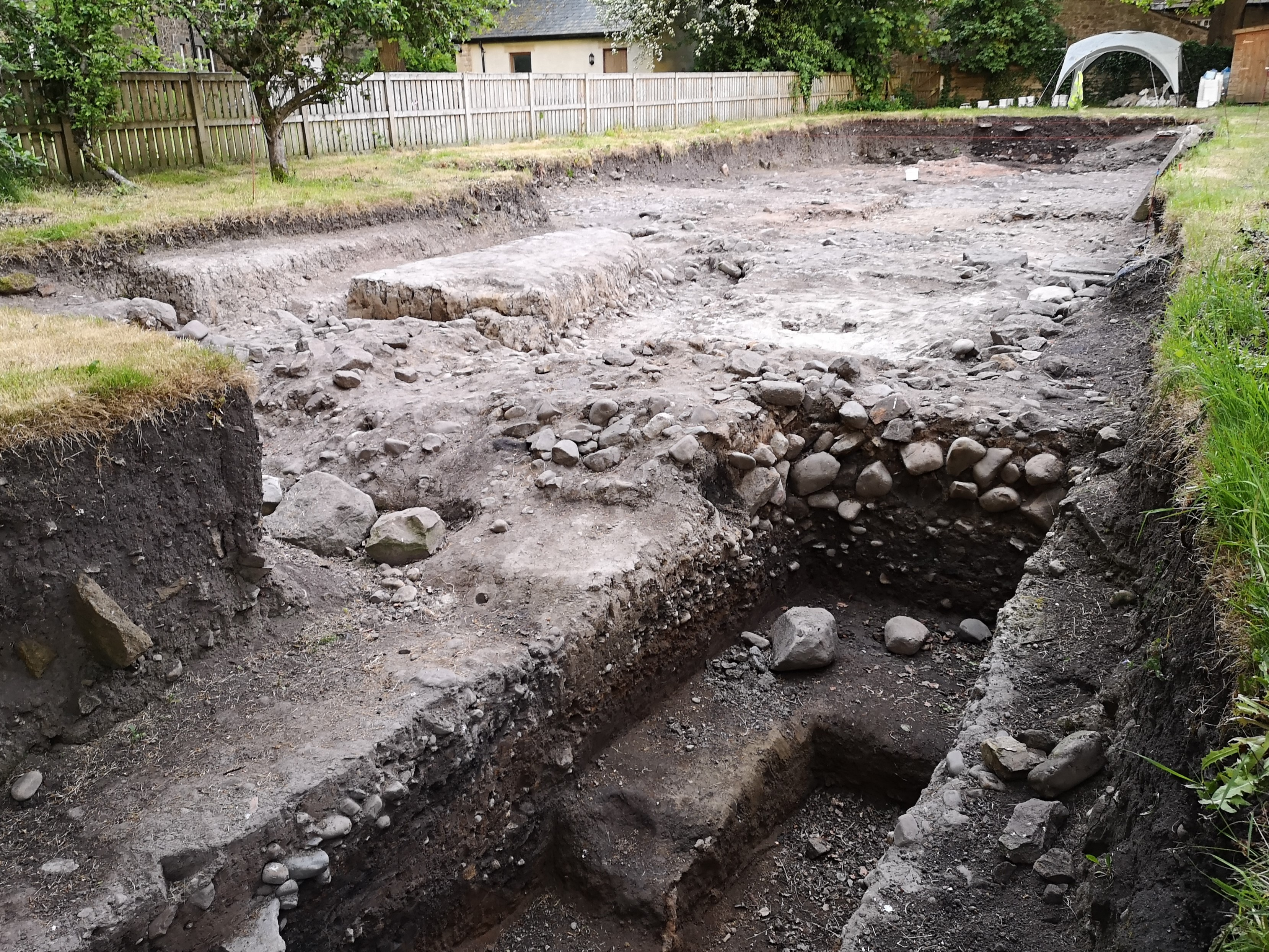
Local de escavação próximo aos celeiros, em Ribchester (2019)

Vários antiquários registraram suas visitas a Ribchester, incluindo John Leland, William Camden e William Stukeley. As escavações começaram no século XIX, com Thomas May e Donald Atkinson recuperando o contorno do Bremetennacum. Os celeiros foram escavados em 1908, incluindo a descoberta de uma camada de grãos carbonizados. A Manchester Classical Association escavou parte do praetorium em 1913, conforme relatado por Francis J. Haverfield em 1914. Escavações privadas foram realizadas em 1967 em uma casa de banhos. Novas escavações foram realizadas no vicus em 1980. A University of Central Lancashire realizou escavações durante a década de 2010 na área do portão norte do forte auxiliar.
- Commons